# Stranzenbach (Nümbrecht)
Stranzenbach ist ein Ortsteil der Gemeinde Nümbrecht im Oberbergischen Kreis, Regierungsbezirk Köln, im südlichen Nordrhein-Westfalen. Der Ort ist zweigeteilt, für den südlichen Ortsteil siehe Stranzenbach (Ruppichteroth).

## Geografie
Der Ort liegt im Bergischen Land und ist in Luftlinie rund fünf Kilometer südwestlich vom Ortszentrum Nümbrechts entfernt. Der namensgebende Bach bildet die Grenze zum benachbarten Rhein-Sieg-Kreis und fließt westlich in die Bröl. Neben dem Ruppichterother Stranzenbach sind Bölkum im Südwesten, Bruchhausen und Röttgen im Westen, Niederbreidenbach im Norden und Mildsiefen im Osten weitere Nachbarorte. Etwa einen Kilometer westlich liegt die Landesstraße 38.

## Geschichte
1464 wurde der Ort das erste Mal urkundlich erwähnt („Homburger Grenzweistum“) Die Schreibweise der Erstnennung war Straentzenbach. Bis zu deren Eingemeindung nach Nümbrecht am 1. Juli 1969 war Stranzenbach ein Ortsteil der damaligen Gemeinde Marienberghausen.